# Saint Paul's (Sainte-Hélène)
Pour les articles homonymes, voir Saint Paul.
Saint Paul's est l'un des huit districts de Sainte-Hélène faisant partie du Territoire britannique d'outre-mer de Sainte-Hélène, Ascension et Tristan da Cunha. Situé au nord du centre de l'île, le district accueille la résidence du gouverneur de Sainte-Hélène de Plantation House et le seul collège de l'île, la Prince Andrew School.

## Histoire
Le district doit son nom à la cathédrale Saint-Paul, siège du diocèse anglican de Sainte-Hélène.

## Culture et patrimoine
- Plantation House, la résidence officielle du gouverneur britannique sur l'île.
- High Knoll Fort

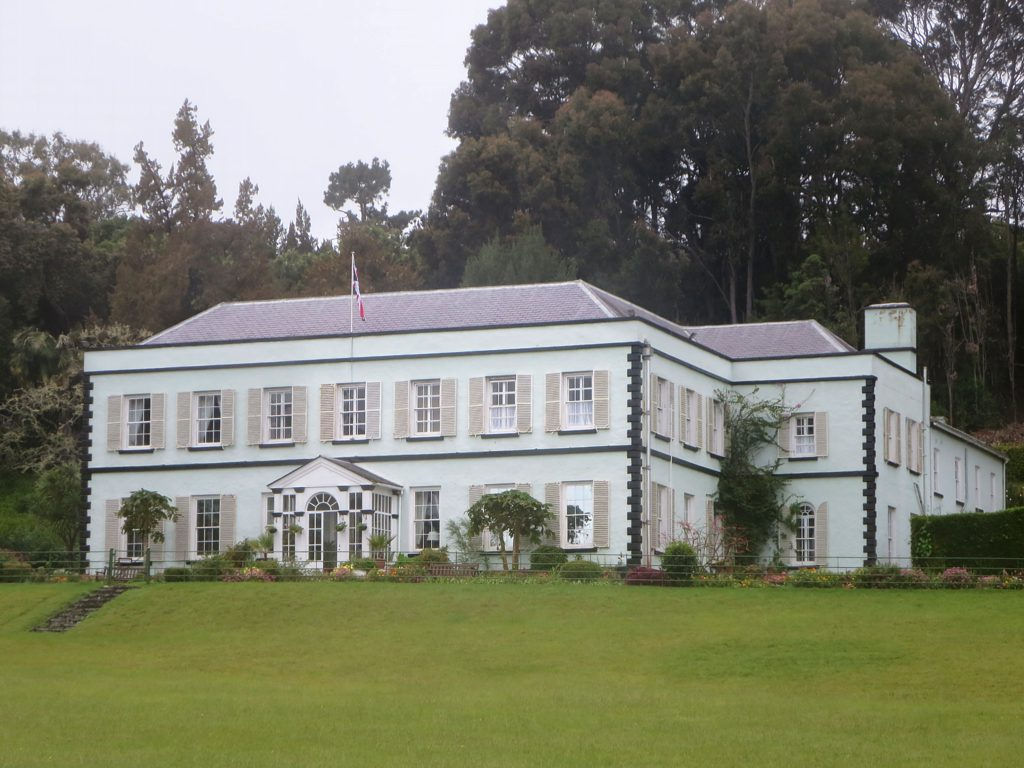
Plantation House.
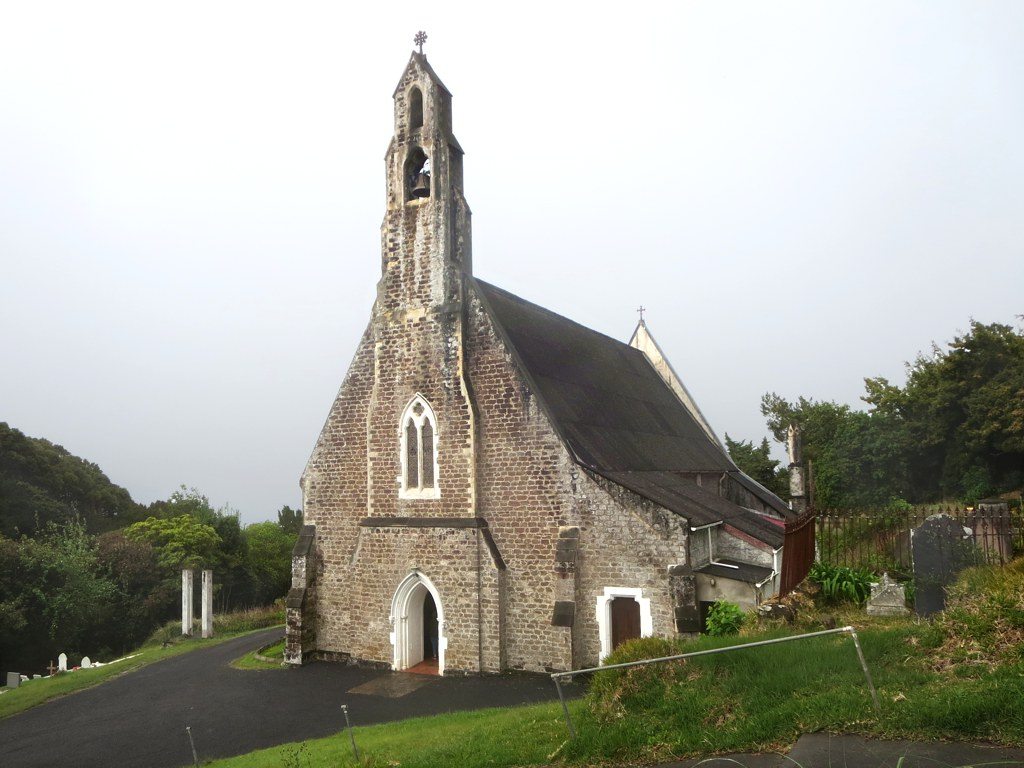
La cathédrale Saint-Paul.
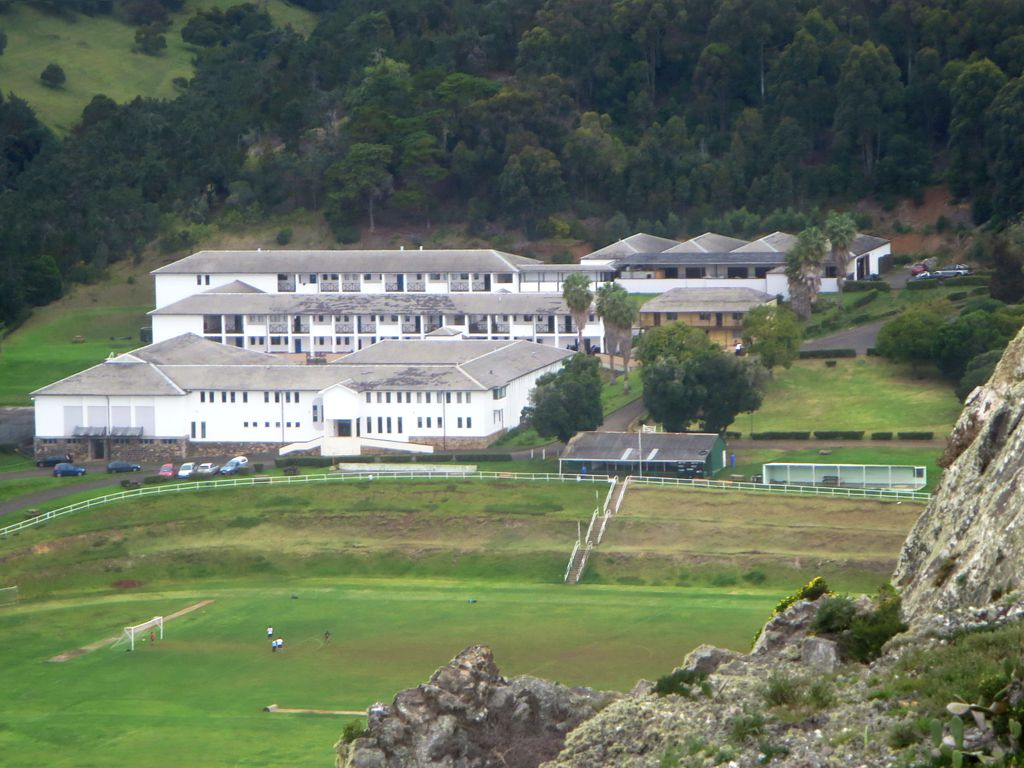
Prince Andrew School.